# Carl Rütti
Carl Rütti (* 24. März 1949 in Freiburg im Üechtland) ist ein renommierter Schweizer Komponist, Pianist und Organist, dessen Orgelkompositionen als das bedeutendste Orgelwerk eines schweizerischen Komponisten bezeichnet wurden. Carl Rütti ist der ältere Bruder der Harfenistin Praxedis Hug-Rütti, Onkel der Pianistin Praxedis Geneviève Hug und Vater des Komponisten Tobias Rütti.
Carl Rütti wurde in seiner Gymnasialzeit von Norbert Hegner in seiner Begabung unterstützt und gefördert. Er absolvierte sein Klavier- und Orgelstudium bei Sava Savoff und Erich Vollenwyder am Konservatorium in Zürich, wo er das Solistendiplom erwarb.
Die Studienzeit in London veranlasste ihn, durch die englische Chormusik inspiriert, als Komponist tätig zu werden.:668
Als Klavierlehrer an seiner Ausbildungsstätte in Zürich und Organist in St. Peter und Paul in Oberägeri tätig:25, gab er Konzerte und führte Kompositionsaufträge aus. 2005 erhielt er den Zuger Anerkennungspreis und 2015 die Orlando-di-Lasso-Medaille. 2006 wurden ein Oratorium zum 175-jährigen Jubiläum des Konzertchors Solothurn, Text von Ulrich Knellwolf, und das Festspiel Haus der neuen Schöpfung von Silja Walter mit Musik von Carl Rütti uraufgeführt. Im Sommer 2008 wurde Musicaloper NIKKI aufgeführt, komponiert mit seinem Sohn Tobias Rütti als Eigenproduktion für die Theater- und Musikgesellschaft Zug zu ihrem 200-Jahr-Jubiläum im Jahr 2008; Regisseur und Autor war Rudolph Straub.
Rüttis Stil wird als «modern, aber nicht atonal» beschrieben und mit der Musik von Arvo Pärt und Olivier Messiaen verglichen. Sein Requiem nimmt formal wie in der Besetzung Bezug auf das Requiem von Gabriel Fauré. Seine Chorkompositionen gelten als technisch sehr anspruchsvoll und «gesangstechnisch schwierig»: «Harmonien in stark erweiterter Tonalität mit vielen Akkord-fremden Wechseltönen, ein Gesamtstimmumfang über vier Oktaven und eine oft extreme Dynamik verunmöglichen häufig befriedigende Wiedergaben durch Laien-Ensembles.» Viele seiner Chorstücke haben mehr als zehn Einzelstimmen, nutzen Sinnbilder und weisen Einflüsse aus der Jazzmusik auf.:669

## Werke (Auswahl)
- Konzert für Alphorn und Streichorchester (1987)
- Söldnerfantasie für Alphorn und Orgel
- Haus der neuen Schöpfung
- Three Carols
- Sermon on the Mount
- Veni Creator Spiritus (1997) 8 Chöre a cappella (40-stimmig)
- NIKKI (2007/2008)
- Requiem (2007) (Auftragskomposition für den London Bach Choir)
- Triptychon (2010) für sinfonisches Blasorchester (Auftragskomposition zum Luzerner Kantonal-Musiktag 2010, Harm. 1. Klasse)
- Dowland-Suite (2012) für Blockflötenquintett (Uraufführung 2013 B-Five Recorder Consort)
- Visionen des Niklaus von Flüe (Sinfonie für Solo-Sopran, konzertante Orgel, Streichorchester und Perkussion; Uraufführung 2014)
- Mysterium Montis, Vesper für Chor, Solisten und Alphorn-Sextett (2016)
- Emmaus – ein Reformationsoratorium (2017) für 5 Solisten, gem. Chor, Kinderchor, Sinfonie-Orchester und Orgel (Auftragskomposition der Göttinger Stadtkantorei zum Reformationsjubiläum 2017)
- Magnificat oder der Schrei ins Leben (2019): Oratorium für Sopran-, Mezzosopran- und Bariton-Solo, Kammerchor, Mädchenchor und Frauenchor, Sprecher und zwölf Instrumente (Auftragskomposition der Heidelberger Kirchenmusiktage 2019)
- Eklipsis (2019): Viersätzige Kantate für gemischten Chor a cappella nach Dichtungen von Sebastian Brant (Auftragskomposition des Vocalino Wettingen; Uraufführung 2021)

## Diskographie (Auswahl)
- Das Stundenbuch. Bachtelen Verlag 1983.
- Sacred Choral Music. BBC Symphony Chorus, Leitung: Stephen Jackson. ASV 1996.
- Veni Creator Spiritus. Cambridge Voices, Leitung: Ian Moore. Herald 1998.
- Klavierwerke. Herald 1999.
- Sermon On The Mount. Escorial Choir, Leitung: Christopher Duarte. Guild 2002.
- Requiem. Bach Choir, Leitung: David Hill. Naxos 2009.
- In the Belfry Of Your Silence (Im Glockenstuhl deines Schweigens). Praxedis & Praxedis (Praxedis Hug-Rütti und Praxedis Geneviève Hug). Guild 2013.
- Mysterium Montis. Oberwalliser Vokalensemble, Alphorn-Sextett, Leitung: Hansruedi Kämpfen. Guild 2016.
- Chorwerke. Cantabile Regensburg, Leitung: Matthias Beckert. becord 2024 (Co-Produktion mit BR-Klassik).